# ریکاردو کربز
ریکاردو کربس ویلکنز (به انگلیسی: Ricardo Krebs Wilckens) (زادهٔ ۲ دسامبر ۱۹۱۸ در والپارایسو - درگذشتهٔ ۲۳ دسامبر ۲۰۱۱ در سانتیاگو) تاریخ‌نویس اهل شیلی، برندهٔ جایزهٔ ملی تاریخ در سال ۱۹۸۲ بود.

## زندگی‌نامه
ویلکنز در سال ۱۹۴۱ دکترای خود را در رشته تاریخ از دانشگاه لایپزیک آلمان دریافت کرد. پس از بازگشت به شیلی، به عنوان استاد تاریخ جهان به عضویت هیأت علمی دانشگاه کاتولیک که تازه تأسیس شده بود، درآمد و چند سال بعد، به عضویت دانشگاه شیلی درآمده و کرسی استادی تاریخ مدرن را به عهده گرفت. وی بیش از پنجاه سال به تدریس تاریخ در دانشگاه‌های شیلی پرداخت و نسل‌های مختلفی از تاریخدانان این کشور را تربیت کرد. 
عمده فعالیت علمی وی بر روی تاریخ اروپا و به ویژه تکامل اندیشه غربی متمرکز است. به پاس فعالیت‌های خود به عنوان معلم و پژوهشگر، در سال ۱۹۸۲ جایزه ملی تاریخ را دریافت کرد. 
کتاب وی با عنوان تاریخ کوتاه جهان (Breve Historia Universal) در سال ۱۴۰۲ توسط مسلم آقایی طوق، عضو سابق هیأت علمی دانشگاه علوم قضایی و خدمات اداری به فارسی ترجمه شده و توسط شرکت سهامی انتشار به چاپ رسیده‌است.

## درگذشت
ریکاردو کربس ویلکنز در تاریخ ۲۳ دسامبر ۲۰۱۱ در ۹۳ سالگی درگذشت.